# アメニティーズ
株式会社アメニティーズ（英: Amenities Inc.）は、長野県東御市に本社を置く、総合アミューズメント企業である。パチンコホール「100万ドル」「パンドラ」、ボウリング場「プラザボウル」、映画館「アムシネマ」、レストランなどを長野県を中心に展開している。

## 概要
- パチンコ・スロット事業
  - よろこびの街100万ドル（5店舗）
  - 株式会社パンドラ（3店舗）
- アミューズメント事業
  - 佐久プラザボウル
- 食品事業
  - かなもと青果株式会社
  - 有限会社カナモト食品
- 清掃・ランドリー・介護事業
  - 株式会社AG・クリーン・システム

## 沿革

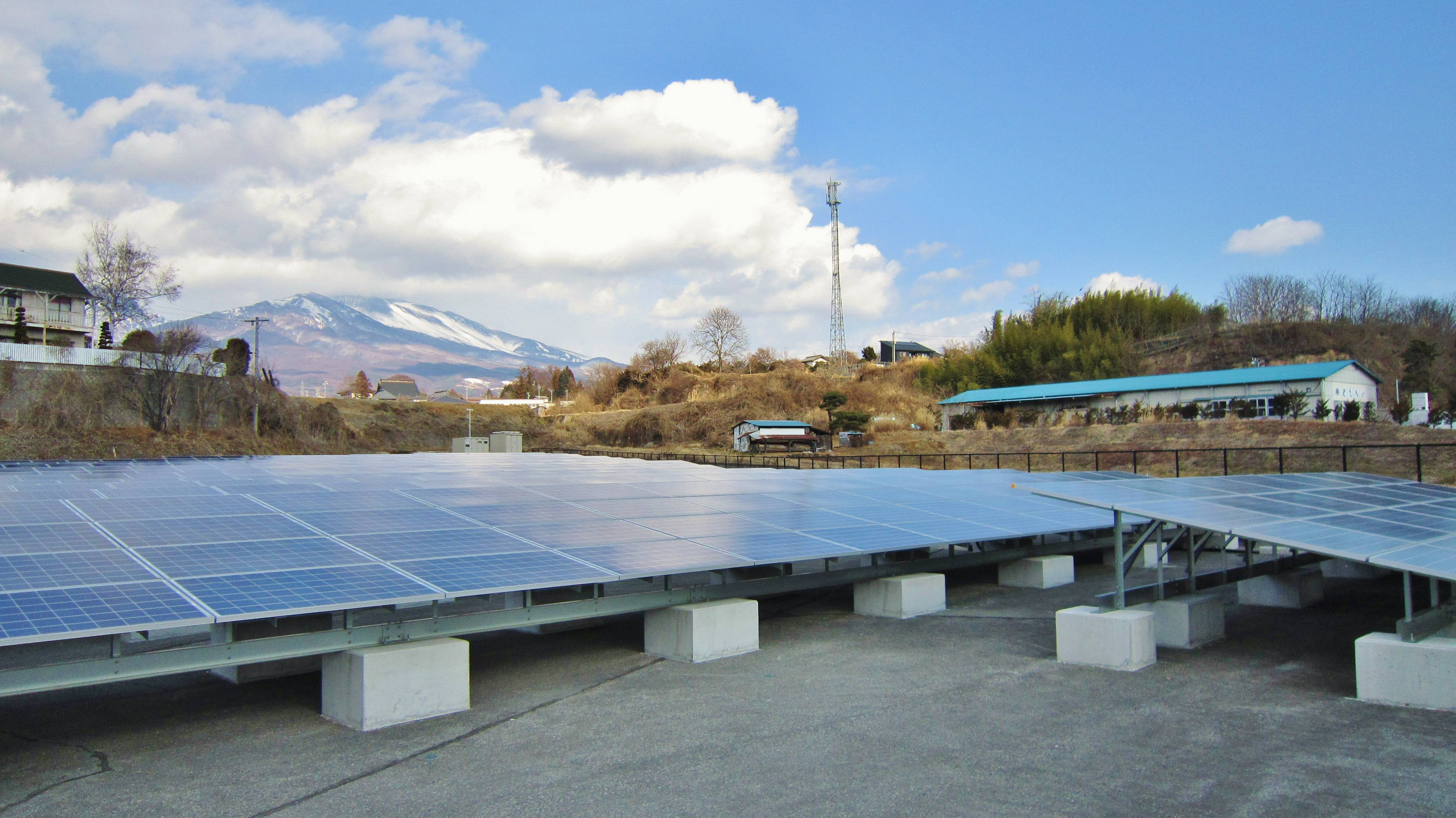
太陽光発電所（小諸市）

- 1954年 - かなもと商店創業（青果物の出荷・販売）。
- 1968年 - かなもと青果株式会社設立（法人組織に改組）。
- 1974年 - パチンコ1号店「東部100万ドル」（現100万ドル本店）オープン。有限会社東亜実業設立（かなもと青果(株)より分離独立）。
- 1979年 - 「上田食道園」（焼肉レストラン）、「上田プラザボウル」オープン。
- 1981年 - 「佐久プラザボウル」オープン。
- 1988年 - 「株式会社アメニティーズ」に組織・社名変更。
- 1995年 - 複合レジャー施設「アムアムビレッジ」オープン。
- 2006年 - （株）パンドラ（東京都板橋区）をスーパーマーケットチェーンのダイエーから買収してグループ会社化。
- 2013年 - 長野県小諸市平原に出力500kW（年間50万kWh見込）の太陽光発電所を運転開始[2]。

## スポンサー

### 長野放送
- ノンストップ!（火・木曜日）
- バイキング（火曜日）

### 長野朝日放送
- ネオバラエティ（月～木曜日）
- 金曜ナイトドラマ（金曜日）

## CM
- 松里ともか
- 倉林美貴
- 中村果生莉